# Bridgeport (New York)
Pour les articles homonymes, voir Bridgeport.
Bridgeport est une census-designated place des comtés de Madison et Onondaga, dans l'État de New York, aux États-Unis,. En 2020, elle compte une population de 1 389 habitants.